# Four Corners (Oregon, Jackson megye)
Four Corners az Amerikai Egyesült Államok északnyugati részén, Oregon állam Jackson megyéjében, a Rogue-völgyben elhelyezkedő önkormányzat nélküli település.

## Fordítás
- Ez a szócikk részben vagy egészben  a   Four Corners, Jackson County, Oregon című angol Wikipédia-szócikk ezen változatának fordításán alapul.  Az eredeti cikk szerkesztőit annak laptörténete sorolja fel. Ez a jelzés csupán a megfogalmazás eredetét és a szerzői jogokat jelzi, nem szolgál a cikkben szereplő információk forrásmegjelöléseként.